# Титло

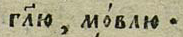
Вокабула «глаголю» в «Лексисі» Лаврентія Зизанія. Церковнослов'янське слово «глаголю» надруковано у скороченому вигляді як «гл҃ю», з титлом над літерою л.

Ти́тло, або титла (з грец. τίτλος ← лат. titulus — «напис») — в середньовічній латинській, грецькій і слов'янській писемностях надрядковий діакритичний знак у виді хвилястої або зиґзаґоподібної лінії, що вказує на скорочення написаних під ним слів або числове значення букв.

## Історія
Виникло в латинській писемності як один з елементів винайденої Тіроном (I століття до н. е.) системи скорочень; з латиниці прийшло у грецьке письмо, звідти — в старослов'янське та інші варіанти кириличної і глаголичної писемності.
В давній кирилиці титло ставилось особливо над назвами божественних осіб, спершу зважаючи на письмове табу (наприклад: Бг҃ъ = Богъ), а потім просто для скорочення і обов'язково над буквами з числовим значенням (наприклад: а҃= 1). За візантійським зразком титло могло також покривати надрядкові букви.
Знайшло застосування в криптографії і стенографії. Графічні варіанти титла служать палеографічною прикметою, яка дозволяє уточнити датування рукопису.
Існував вислів «за титлу зачепивсь» — тобто «почав розбирати написане» (наприклад, у «Марусі» Г. Ф. Квітки-Основ'яненка: «Так отже за титлу було зачепився та й розібрав потроху…»).

## Варіанти
У церковнослов'янській мові, вживаються принаймні шість варіантів титла:
- титло (просте)
- слово-титло
- добро-титло
- рци-титло
- глаголь-титло
- он-титло

Титло і слово-титло згадані у «Граматиці Мелетія Смотрицького» (1619).

Слово-титло
Добро-титло
Рци-титло
Глаголь-титло
Он-титло

## Галерея

старослов'янська цифра «один»
Старослов'янська цифра «чотири»
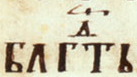
Титло в Мирославовому Євангелії
Написання слова «Господь» з використанням титла